# Ford Probe
Ford Probe (укр. Форд Проуб) — спільна розробка Ford та Mazda, ідентичний автомобілю Mazda MX-6 за своєю конструкцією (купе на платформі Mazda 626), яка випускалася з 1988 по 1997 роки, коли випуск Ford Probe був припинений, а йому на зміну прийшла нова модель Ford Cougar.
З 1989 по 1992 рр. випускалося перше покоління. З 1993 по 1997 рр. випускалося друге покоління Ford Probe.

## Перше покоління (1988—1992)

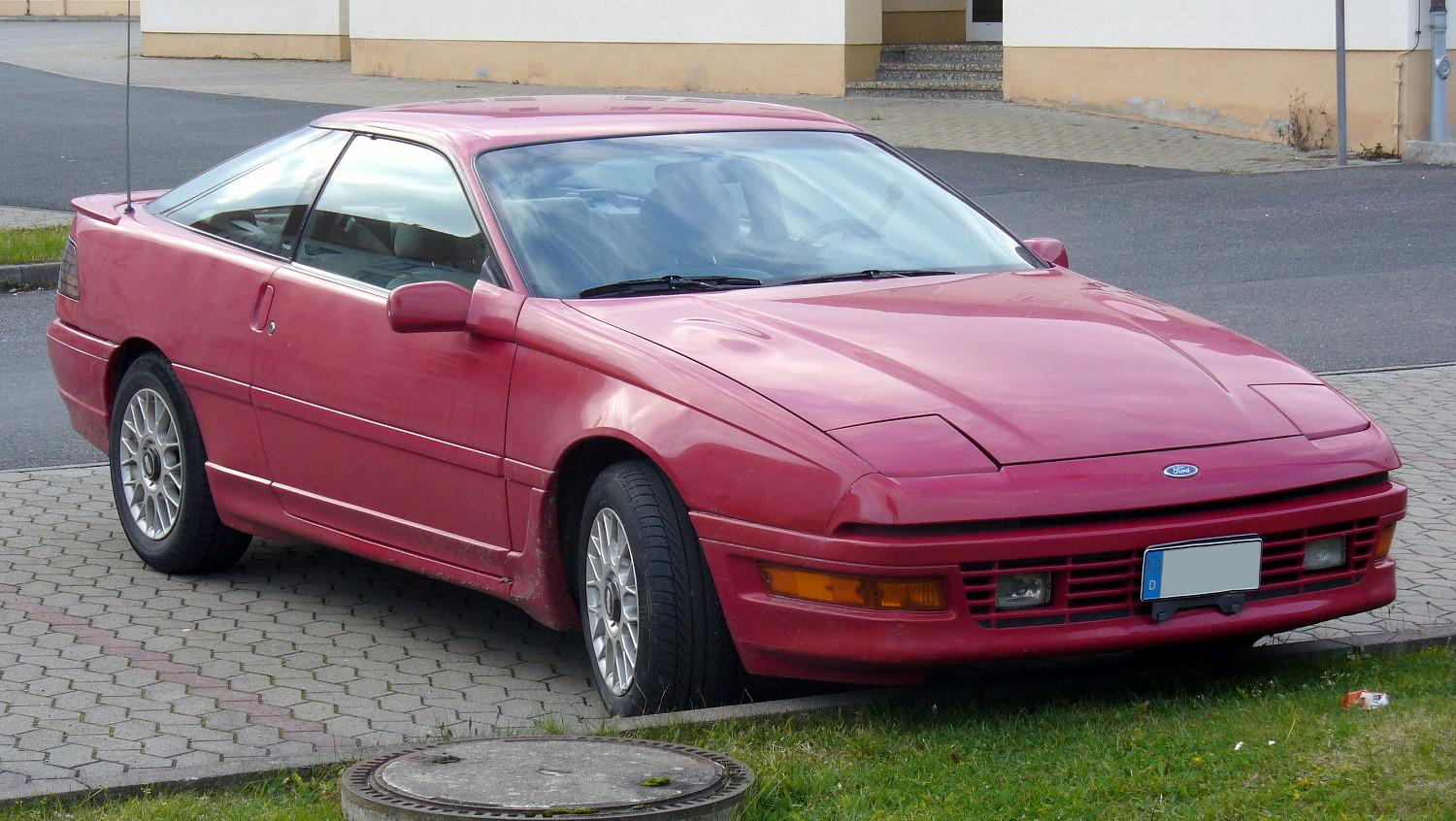
Ford Probe (1988—1992)

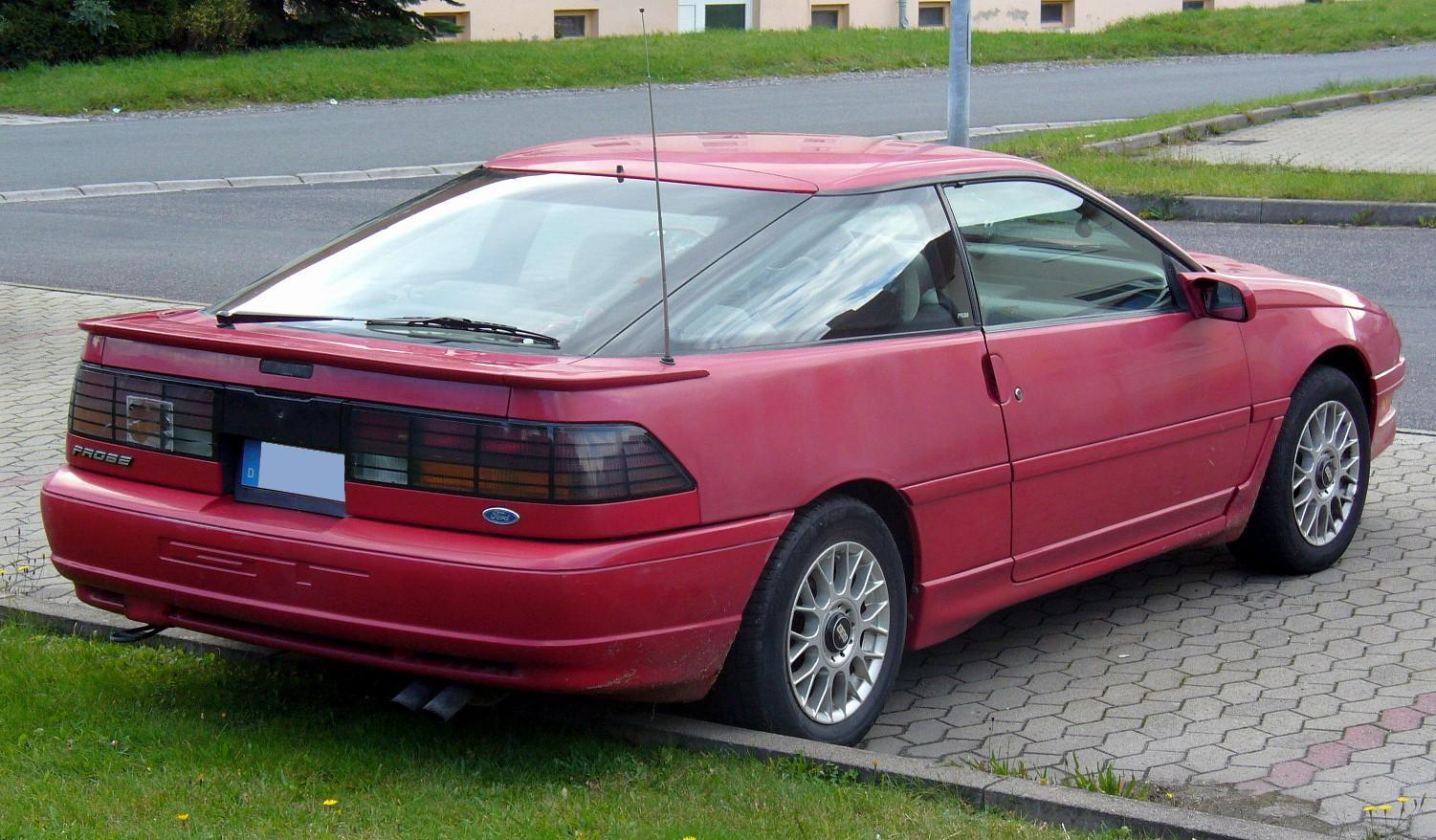
Ford Probe (1988—1992)

Ford Probe був представлений у 1979 році як концепт-кар з дуже низьким коефіцієнтом аеродинамічного опору. У 1982 році в США компанія Ford працювала над четвертим поколінням Мустанга, що мав плавні форми і відрізнявся паливною економічністю, на відміну від попереднього Мустанга третього покоління. Проєкт мав код SN8 і управлявся Баррі Джонсоном. Для спрощення роботи, Ford, який володів 25 % акцій Mazda, уклав угоду, в результаті якої Джонсон отримав 626-ту платформу, на основі якої почали створювати автомобіль. Екстер'єром майбутнього автомобіля займався Тосі Саїто, дизайнер з фордівського Північноамериканського Дизайнерського Центру, який почав роботу ще влітку 1982 року. З його ескізів Мустанга, командою розробників, а потім і керівництвом були відібрані ті, які, на їхню думку, більше всіх підходили новому авто, і Саїто приступив до повнорозмірних макетів, з яких також вибрали кращий. У вересні 1983 року проєкт отримав код ST16, а в Хіросіму була відправлена фібергласова модель і команда з чотирьох стилістів. Далекосхідним центром з розробки нового Мустанга став кабінет 321 в штаб-квартирі Mazda.
В Японії стався конфлікт між керівництвами Мазди і Форда, перші затвердили дизайн, а останні заявили що він вже застарів. Новому Мустангу потрібні більш стрімкі, спортивні лінії. Форд наполягав на більш низькій передній частині, великому нахилу лобового скла і безрамне скло на бічних дверях.
Старання Саїто були нарешті схвалені керівництвом Ford в Дерборні і представлені на суд Mazda в грудні 1983 року. І хоча інженерам Mazda не сподобалися зміни, дизайн був прийнятий, а Mazda почала перевірку відповідностей оригінальним специфікаціям. І тут же почали виникати питання. Одне з них полягало у тому, що Ford ще не знав, де ж робити новий автомобіль. Mazda планувала побудувати свій завод в США, а у Форда був вільний закритий ливарний завод в місті Флет Рок, штат Мічиган, що знаходиться в 15 милях у південь від штаб-квартири в Дерборні. Після тривалих переговорів Mazda купила цю власність Ford, переобладнала його в склад, а поруч побудувала сучасний завод. Тут згодом мав випускатися як новий Мустанг, так і його конструктивні близнюки — Mazda MX-6 і 626.
Мустанг, як і MX-6 і 626, був передньопривідним з маздівським 2.2-літровим 4-х циліндровим двигуном, встановленим поперечно з алюмінієвою головкою блоку циліндрів, трьома клапанами на циліндр і гідрокомпенсаторами, які не потребують частого техобслуговування. Двигун мав блок електронного управління та багатоточкове вприскування. Базова версія двигуна видавала 110 к.с. потужності при 4700 об/хв і крутний момент у 176 Нм при 3000 об/хв. У версії GT двигун мав ковану поршневу групу і ступінь стиснення 7.8:1, турбокомпресор Mitsubishi/IHI RHB5, інтеркулер, датчик детонації та блок електронного контролю тиску. У результаті таких доробок максимальний тиск наддуву (в режимі overboost'а) становив 9.3 PSI (0.64 бар) при 3000 об/хв, в той час як робочий тиск наддуву становив 7.3 PSI (0.5 бар). У результаті двигун видавав 147 к.с. при 4300 об/хв і крутний момент у 227 Нм при 2000 об/хв, який підвищувався до 258 Нм при 3500 об/хв.
Поєднуючи в собі обтічність і агресивні лінії, кузов нового Мустанга водночас не був схожий на попередні моделі та інстинктивно притягав погляд. Версії GL і LX, що не прикрашені ніякими обвісами і антикрилами, володіли малим коефіцієнтом лобового опору — 0,308, в той час як GT, одягнена в ширшу гуму, зі щілинами в передній частині та обладнана спойлером, мала — всього 0,312, що для того часу було дуже добре. Однак, до громадськості докотилися подробиці нового Мустанга, і виникло багато критики: не подобалися передній привід, японська спадщина і відсутність V-подібної вісімки. Продажі третьої ж моделі Мустанга знову підвищилися, і восьмициліндрові двигуни знову стали популярні. Ціни на бензин встановились низькі, а компанія Форд, під тиском шанувальників «істинних» Мустангів, змушена була переглянути свої плани і почати проєкт нового Мустанга з нуля.
Проте проєкт Ford і Mazda був перейменований в Probe, і в травні 1988 року на автошоу в Чикаго був представлений як модель 1989 року. У спортивному авто поєднувалися система кондиціонування салону, круїз-контроль, бортовий комп'ютер, повний електро-пакет і новий стиль. До GT в стандартній комплектації додали дискові гальма на всіх колесах, АБС, турбокомпресор. Моделі GL і LX мали більш суворий кузов, м'яку підвіску, вузьку гуму, і АКПП. Але і тут: в порівнянні з GL, LX-версія могла відрізнятися поліпшеною обробкою салону і схожими з GT рисами: сидіння з великим числом регулювань, регулювання нахилу рульової колонки, електропривод дзеркал і легкосплавні колісні диски. Всі моделі володіли великим набором опцій, що підвищують комфорт. На LX стояла електронна панель приладів. Після релізу Ford Probe зіткнувся з серйозною конкуренцією в своєму секторі: Toyota Celica, Honda Prelude, Nissan 200SX і Mazda MX-6, ставши гідним суперником.
Повністю укомплектований Probe GL коштував усього $ 17600 за даними на 1988 рік. У модельному ряді 1990 був проведений легкий рестайлінг кузова, також був доданий новий двигун. На модель LX тепер встановили 12-ти клапанний шестициліндровий V-подібний двигун Вулкан об'ємом 3.0 літри з електронним вприскуванням палива. Він мав систему контролю двигуна ECC-IV і був запозичений у моделей Ford Taurus і Ranger (а спроєктований компанією Yamaha). MX-6 і 626 такого двигуна не мали. Двигун видавав 140 к.с. при 4800 об/хв і крутний момент 217 Нм при 3000 об/хв. При цьому неперевершені 80 % крутного моменту досягалися вже на 1000 об/хв. У 1992 році LX-вий V6 був доопрацьований, і додав до своїх характеристик ще 5 к.с. потужності та 7 Нм крутного моменту.

### Двигуни
- 2.2 л Mazda F2 I4 110 к.с.
- 2.2 л Mazda F2T I4 Turbo 147 к.с.
- 3.0 л Vulcan V6 140—145 к.с.

## Друге покоління (1992—1997)

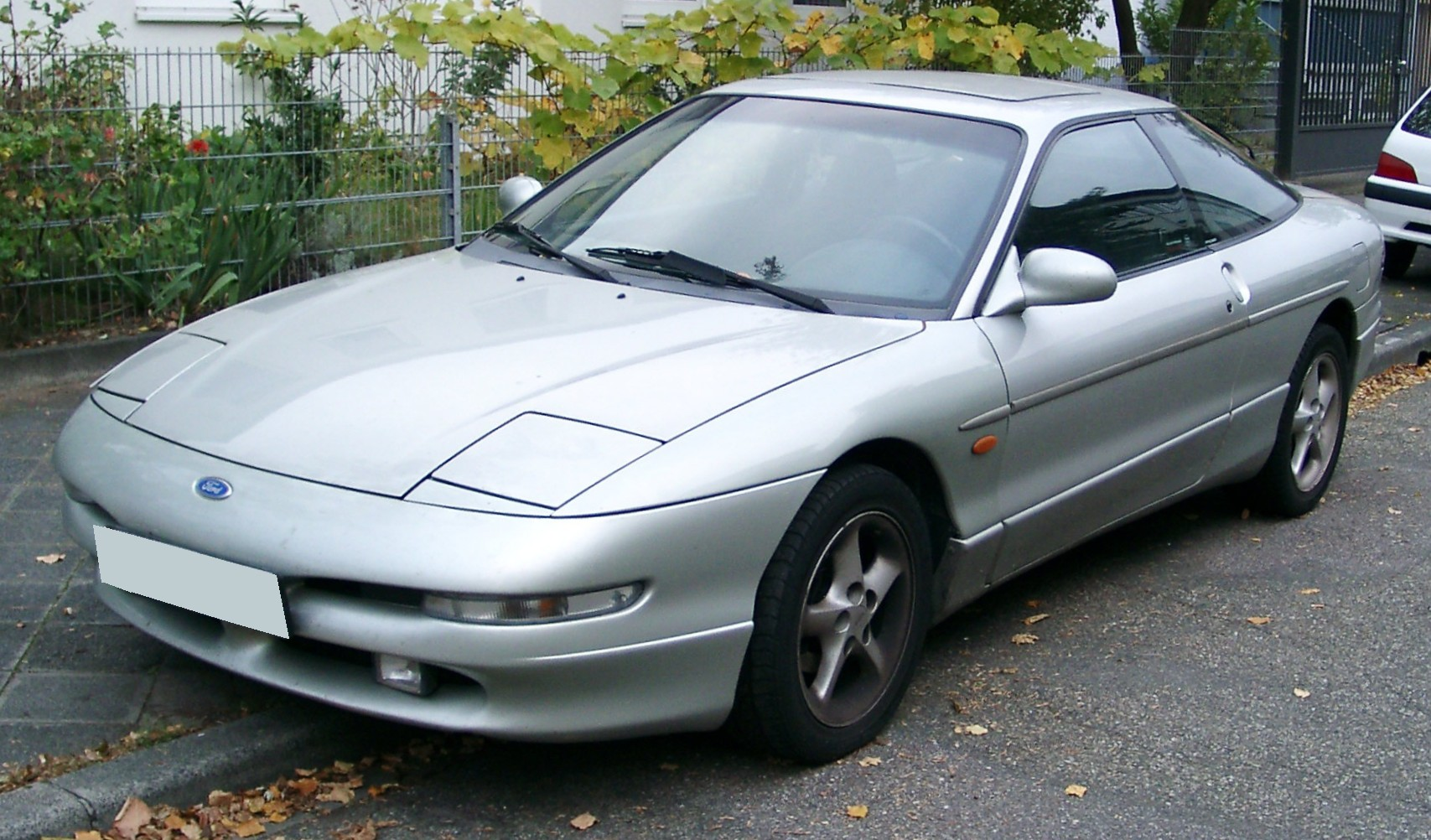
Ford Probe (1992—1997)

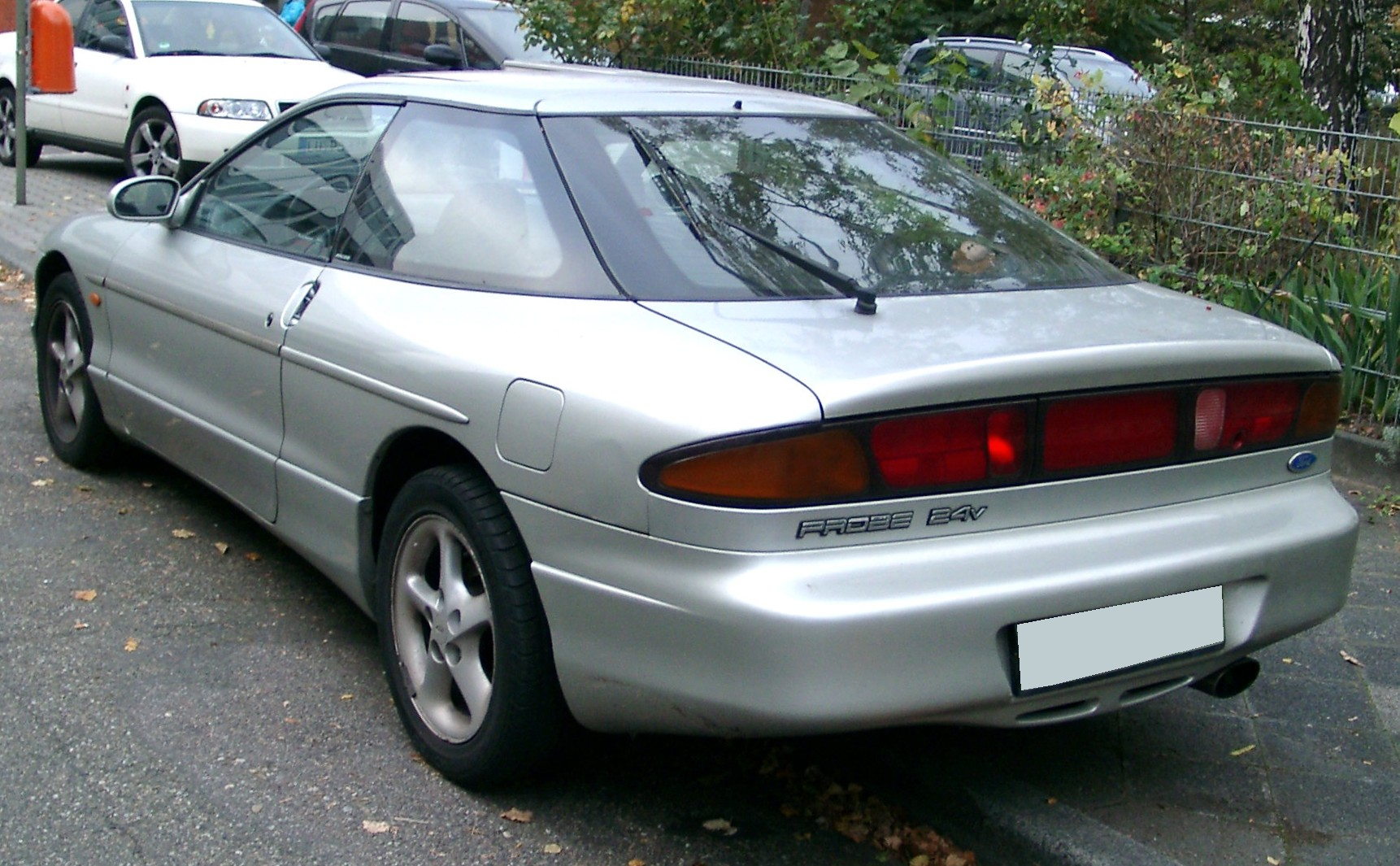
Ford Probe (1992—1997)

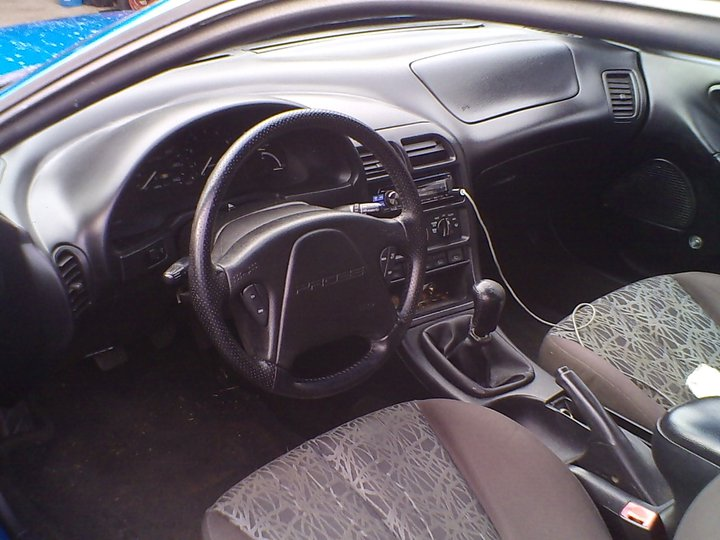
Ford Probe (1992—1997)

У 90-х почалася робота над другим поколінням Probe. Команди розробників Ford і Mazda знову об'єдналися, щоб провести повний рестайлінг і до 1993 року представити нове покоління Probe. Платформою також стала Mazda 626. Ford розробляли дизайн, а Mazda розробляла двигун і шасі. Новий автомобіль став довшим на 5 см, ширшим на 10 см і легшим на 60 кг. Базова модель отримала 2.0 літровий 4-х циліндровий маздівський двигун з 16-ю клапанами потужністю 115 к.с. при 5500 об/хв і 168 Нм крутного моменту при 3500 об/хв. Модель GT була «заряджена» новим 24-х клапанним маздівським 2.5-літровим шестициліндровим V-подібним двигуном з багатоточковим уприскуванням і комп'ютерною системою змінного газорозподілу. V6 видавав 164 к.с. при 6000 об/хв і 211 Нм крутного моменту при 4000 об/хв.
У серпні 1992 року Probe був представлений на загальний огляд. Коли ж Ford у 1994 році випустив новий Мустанг, продажі Probe почали падати. І планувалося припинити випуск Probe у 1996 році, але протрималися і до 1997-го, в якому було продано 32505 автомобілів, що виявилося гіршим результатом серед усіх фордівських моделей.
17 березня 1997 роки Ford офіційно оголосив про завершення випуску моделі Probe.

### Двигуни
- 2.0 л I4 118 к.с.
- 2.5 л V6 164 к.с.

### Виробництво (США)
| рік    | авто    |
| ------ | ------- |
| 1993   | 119,754 |
| 1994   | 85,502  |
| 1995   | 52,696  |
| 1996   | 32,505  |
| 1997   | 19,419  |
| всього | 309,876 |